# Louis Gaillemin
Pour les articles homonymes, voir Gaillemin.
Eugène Marie Louis Gaillemin est un homme politique français de la IIIe République, né le 3 août 1880 à Vagney et décédé le 15 octobre 1960 à Cornimont, qui fut député puis sénateur républicain national des Vosges.

## Médecin et élu local
Louis Gaillemin est le fils d'un médecin nancéien établi à Vagney. Après des études au collège de la Malgrange puis des études de médecine à Nancy, il s'installe à Cornimont en 1906 où il devient médecin d'entreprise pour la firme textile Les Héritiers de Georges Perrin. Il est mobilisé en 1914 comme médecin au front, puis médecin-chef en hôpital. Il est titulaire de la croix de guerre et fait chevalier de la Légion d'honneur. Il est officier de réserve, promu commandant en 1937. Il préside l'association des mutilés et anciens combattants de la Haute-Moselotte et devient membre du comité fédéral de la Légion vosgienne.
Il est catholique. Il a été avant 1914 un des organisateurs des congrès annuels des catholiques vosgiens et médecin des pèlerinages à Lourdes. Il est le fondateur et l'animateur à Cornimont d'une union fraternelle qui comprend une section de secours et tient des réunions communes avec la section locale de la fédération des catholiques vosgiens, affiliée à la Fédération nationale catholique. Il est vice-président de l'Union mutualiste des Vosges.
Il est élu conseiller municipal de Cornimont en 1919, puis maire en 1926. Il est élu conseiller général du canton de Saulxures-sur-Moselotte et devient vice-président du conseil général.
Il est membre des Jeunesses patriotes depuis 1928, ce qui en fait l'un des rares parlementaires à avoir appartenu à cette ligue avant son élection comme député. Pourtant, il ne prend part à aucune réunion organisée par les ligues dans les Vosges, y compris à Cornimont, même si les JP l'ont aidé pour son élection en 1934.
Il a épousé en 1908 Marie-Thérèse Gigout et a eu 4 enfants : Marguerite, née en 1909, Henri en 1911, André en 1913 (futur prêtre) et Georges Gaillemin en 1919, qui comme lui a été député.

## Député puis sénateur des Vosges
Il est élu député de la circonscription de Remiremont - une circonscription rurale très catholique et patriote - le 3 juin 1934, à l'occasion d'une élection partielle à la suite du décès de Camille Amet, avec 74,5 % des suffrages exprimés. Dans sa profession de foi, il se réclame de son prédécesseur et de Doumergue, se présente comme « un républicain attaché aux institutions », comme « un libéral ennemi de tout sectarisme » - et donc, implicitement, comme hostile au laïcisme de la gauche - et comme un « national », « soucieux de l'amour sacré de la Patrie » et partisan de « l'union de tous les bons citoyens pour assurer la sécurité complète de nos frontières ». Enfin, il se dit opposé à « la doctrine des communistes et de leurs cousins les socialistes SFIO de qui les moyens diffèrent mais dont les buts sont identiques ».
Il siège au groupe des Républicains indépendants et d'action sociale. Il est réélu en 1936  au premier tour, comme candidat d'« Union nationale et sociale », avec 64,5 % des suffrages exprimés. Sa profession de foi est plus agressive qu'en 1934 : elle rappelle les « heures tragiques » du 6 février 1934 et le Cartel des gauches de 1932, s'étonne de « l'alliance hors nature des radicaux patriotes et individualistes avec les socialistes internationalistes et collectivistes », vitupère « le virus collectiviste dans les lois » et affirme que « les adeptes du Front populaire sous la direction des moscoutaires ont déclaré la guerre aux autres Français ». Il est apparenté à la Fédération républicaine. La presse de gauche locale le présente comme « le candidat Croix-de-Feu », ce qui relève de la propagande électorale.
À la Chambre, il fait partie des députés hostiles au Front populaire mais pas des intransigeants toutefois : il vote en mars 1937 pour l'emprunt de la Défense nationale. Il fait partie des parlementaires signataires de l'appel protestant contre l'emprisonnement de Charles Maurras.
Dans les Vosges, il est proche du Rassemblement national lorrain - il assiste à la réunion organisée à Pouxeux par le RNL et Marcel Boucher en janvier 1937 (pour écouter Chiappe, Philippe Henriot et Tixier-Vignancour). Il est proche aussi du Parti social français : il est présent au congrès régional du parti en 1938 à Plombières-les-Bains et à une réunion de propagande à La Bresse en avril 1939. Il avait adhéré en décembre 1936 à l'intergroupe parlementaire du Comité de défense des libertés républicaines et de sympathie pour le PSF.
Il est élu sénateur en février 1939, à la mort de Maurice Flayelle, par 576 voix sur 939. Il siège au groupe de l'Union républicaine.
Il vote le 10 juillet 1940 pour les pleins pouvoirs au maréchal Pétain, arguant pour sa défense en 1945 : « toute la France désirait à l'époque une nouvelle constitution, un changement radical de nos institutions ». Il regagne Cornimont où il reprend ses activités médicales et sa fonction de maire. Il est nommé membre de la commission administrative des Vosges puis vice-président du conseil départemental par Vichy. Arrêté par les Allemands en juin 1944, il est déporté à Neuengamme.
Il revient en France en mai 1945. Il est relevé de son inéligibilité en octobre 1945 par un jury d'honneur. Il est réélu conseiller général du canton de Saulxures-sur-Moselotte, jusqu'à son décès en 1960, et maire de Cornimont jusqu'en 1953.